# 泰西专区
泰西专区，山东省已撤消的专区。
1939年由鲁中南行政区设置。在今山东省中西部。辖肥城、长清、东平、汶上、宁阳、平阴等县。专员公署驻肥城县（今市）。1950年撤销，辖县划归泰安专区。